# أوبمير
أوبمير Opmeer  هي مدينة وبلدية بمقاطعة شمال هولندا، هولندا.

## طوبوغرافيا
خريطة طوبوغرافية هولندية لبلدية أوبمير، يونيو 2015، (تقرأ بعد ثلاث نقرات على الخريطة).

## معرض صور

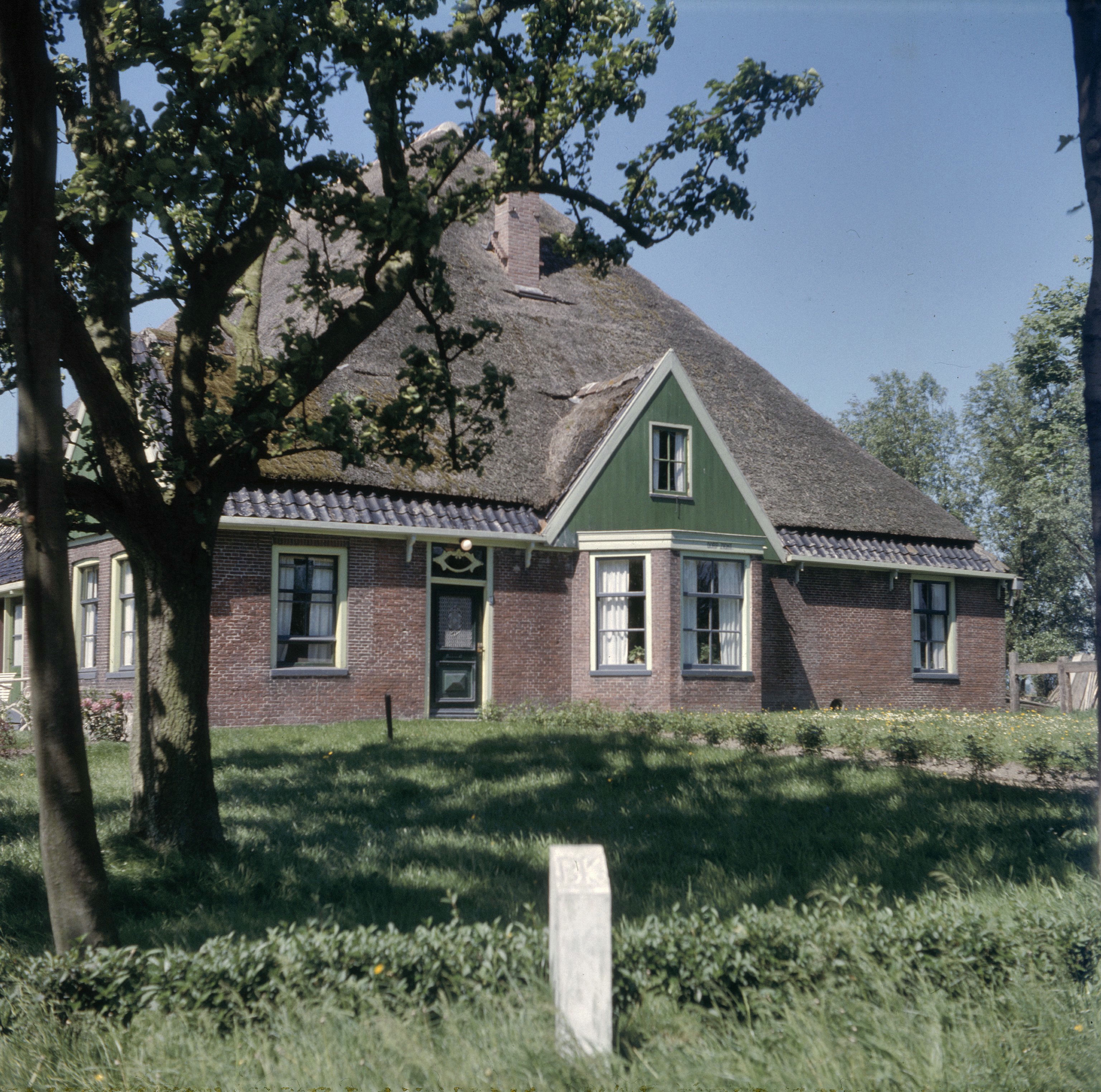
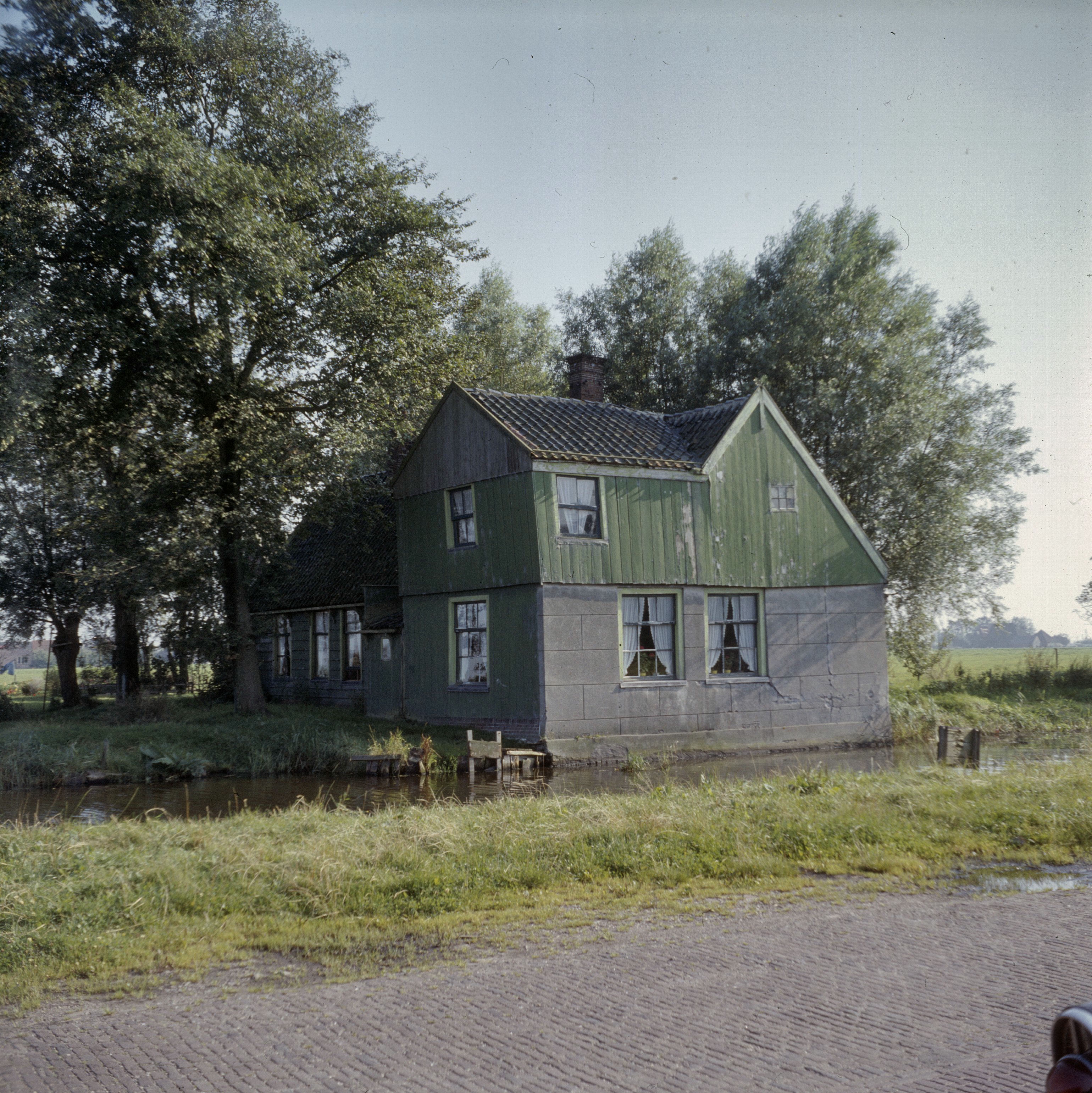
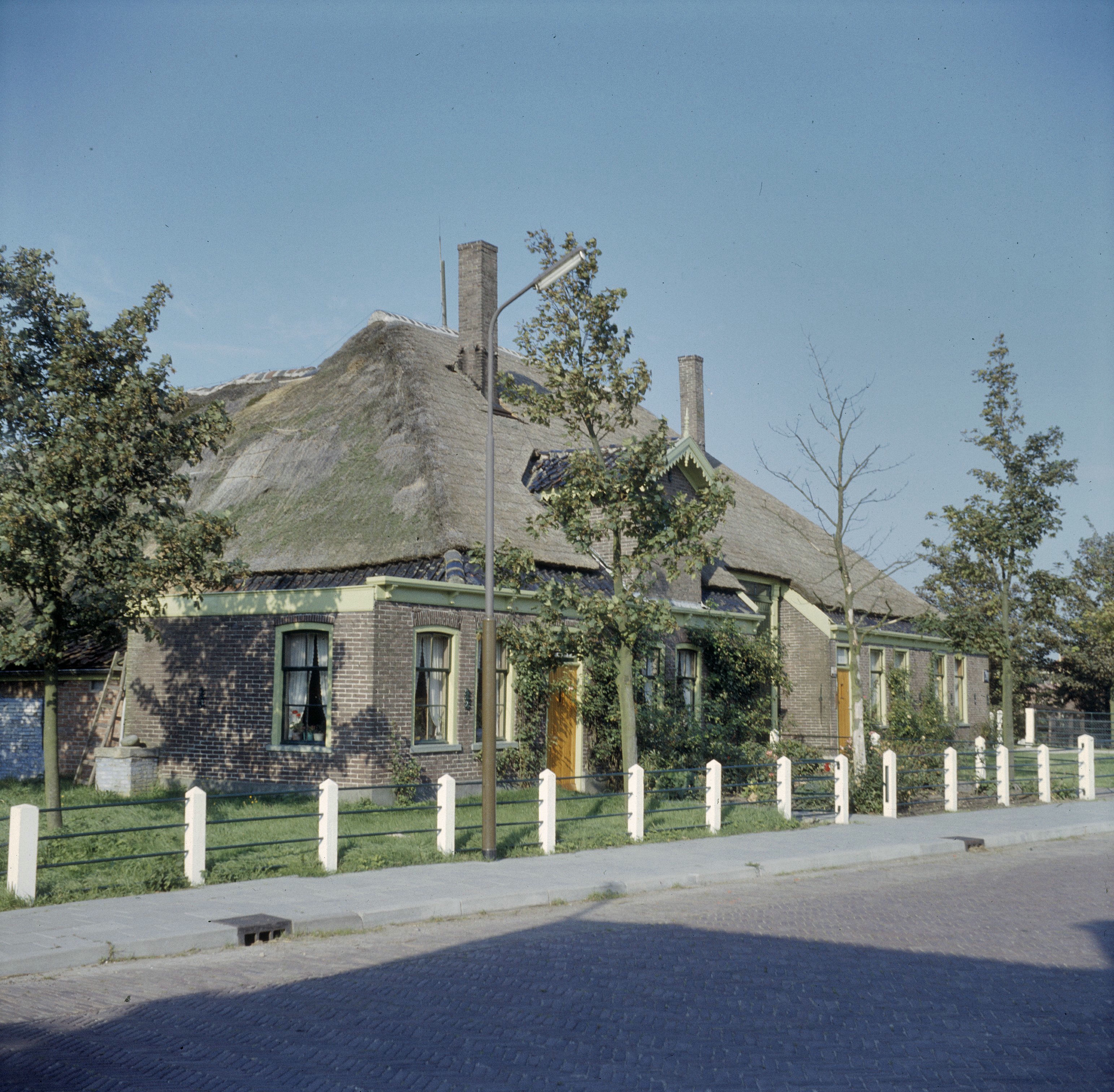
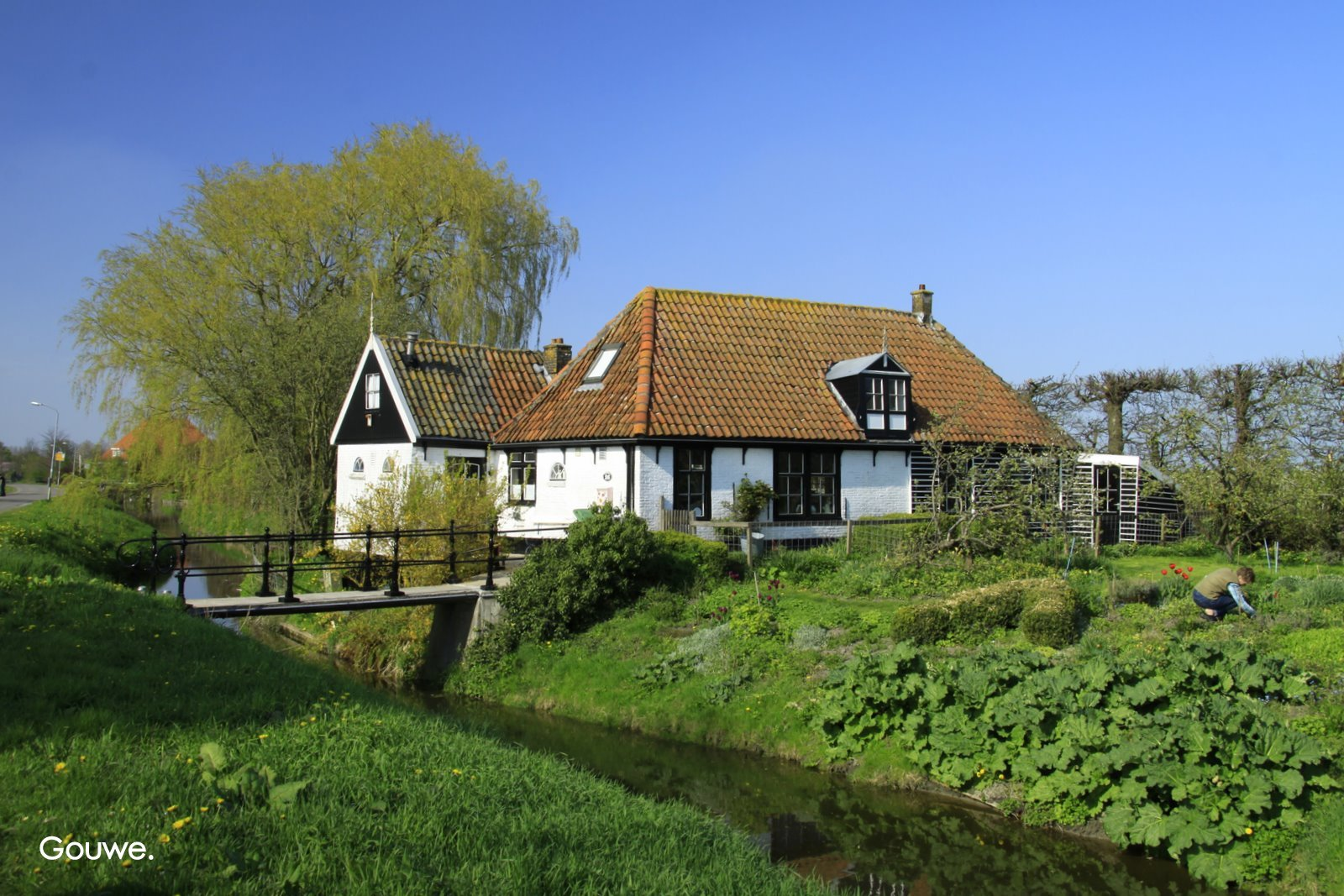

## أعلام
- فري ستوفر